# Olli Korhonen
Olli Korhonen ist ein ehemaliger finnischer Skispringer.

## Werdegang
Korhonen startete bei der Vierschanzentournee 1966/67 zu seinem ersten und einzigen internationalen Wettbewerb. Beim Auftaktspringen auf der Schattenbergschanze in Oberstdorf erreichte er mit Rang 21 das beste Einzelresultat der Tournee. Auf der Großen Olympiaschanze in Garmisch-Partenkirchen landete er auf einem enttäuschenden 63. Platz, bevor er auf der Bergiselschanze in Innsbruck wieder auf Platz 32 landete. Die Tournee beendete er jedoch erneut nur mit Platz 62 in Bischofshofen. Nach der Tournee belegte er mit 676,2 Punkten den 47. Platz der Gesamtwertung.

## Erfolge

### Vierschanzentournee-Platzierungen
| Saison  | Platz | Punkte |
| ------- | ----- | ------ |
| 1966/67 | 47.   | 676,2  |